# Buck Ryan
Buck Ryan est une série de bande dessinée britannique créée par le dessinateur Jack Monk et le scénariste Don Freeman et publiée dans le quotidien généraliste Daily Mirror du 22 mars 1937 au 31 juillet 1962.
Buck Ryan est un inspecteur de Scotland Yard athlétique qui vainc divers criminel avec l'aide de son jeune compagnon Slipper puis de la belle Zola Anderson. Cette bande dessinée policière dessinée dans un style réaliste a été traduite en France dans les années 1960 et 1970.